# Fasciinatiion
Fasciinatiion è il quinto album in studio della rock band The Faint. È stato pubblicato negli Stati Uniti il 5 agosto 2008.
L'album è il loro primo pubblicato fuori dall'etichetta Saddle Creek e con la nuova etichetta blank.wav. L'album è il primo della decennale storia della band a essere scritto, registrato, prodotto, diretto e pubblicato interamente per conto proprio.
The Geeks Were Right è il primo singolo estratto dall'album  ed è stato ufficialmente pubblicato su iTunes alla fine del giugno 2008.
L'album è stato pubblicato in Australia con l'etichetta Inertia Music il 20 settembre 2008.

## Tracce
1. Get Seduced – 4:23
2. The Geeks Were Right – 2:56
3. Machine in the Ghost – 3:20
4. Fulcrum and Lever – 3:22
5. Psycho – 2:51
6. Mirror Error – 3:43
7. I Treat You Wrong – 3:20
8. Forever Growing Centipedes – 3:54
9. Fish in a Womb – 3:16
10. A Battle Hymn for Children – 3:58

Mexico bonus tracks
1. The Geeks Were Right (Does It Offend You, Yeah? remix) – 2:55
2. The Geeks Were Right (Boyz Noise vs. DIM remix) – 5:40
3. The Geeks Were Right (Toy Selectah remix) – 4:39
4. Mirror Error (Das Glow remix) – 5:50
5. Mirror Error (Kinky remix) – 4:14